# Dimarella (Dimarella) riparia
Dimarella (Dimarella) riparia is een insect uit de familie van de mierenleeuwen (Myrmeleontidae), die tot de orde netvleugeligen (Neuroptera) behoort. 
Dimarella (Dimarella) riparia is voor het eerst wetenschappelijk beschreven door Navás in 1918.